# Bruce County

Bruce County i Ontario

Bruce County är ett county i västra Ontario i Kanada och består av Bruce-halvön (Bruce Peninsula). Folkmängden var 2001 63 892 personer, ytan 4 156 km². Centralorten heter Walkerton.
Bruce County har fått sitt namn efter James Bruce (åttonde earlen av Elgin och tolfte earlen av Kincardine) som blev utnämnd till generalguvernör i Kanada 1847.
I countyt finns bland annat Bruce Peninsula National Park och Bruce kärnkraftverk. Några städer är Tobermory och Wiarton.
Bruce Country gränsar till Huron County, Grey County och Manitoulin District.

## Demografi
- 3 % ursprungsbefolkning
- 1 % "synlig minoritet"
- 96 % Övriga